# Sportschoen

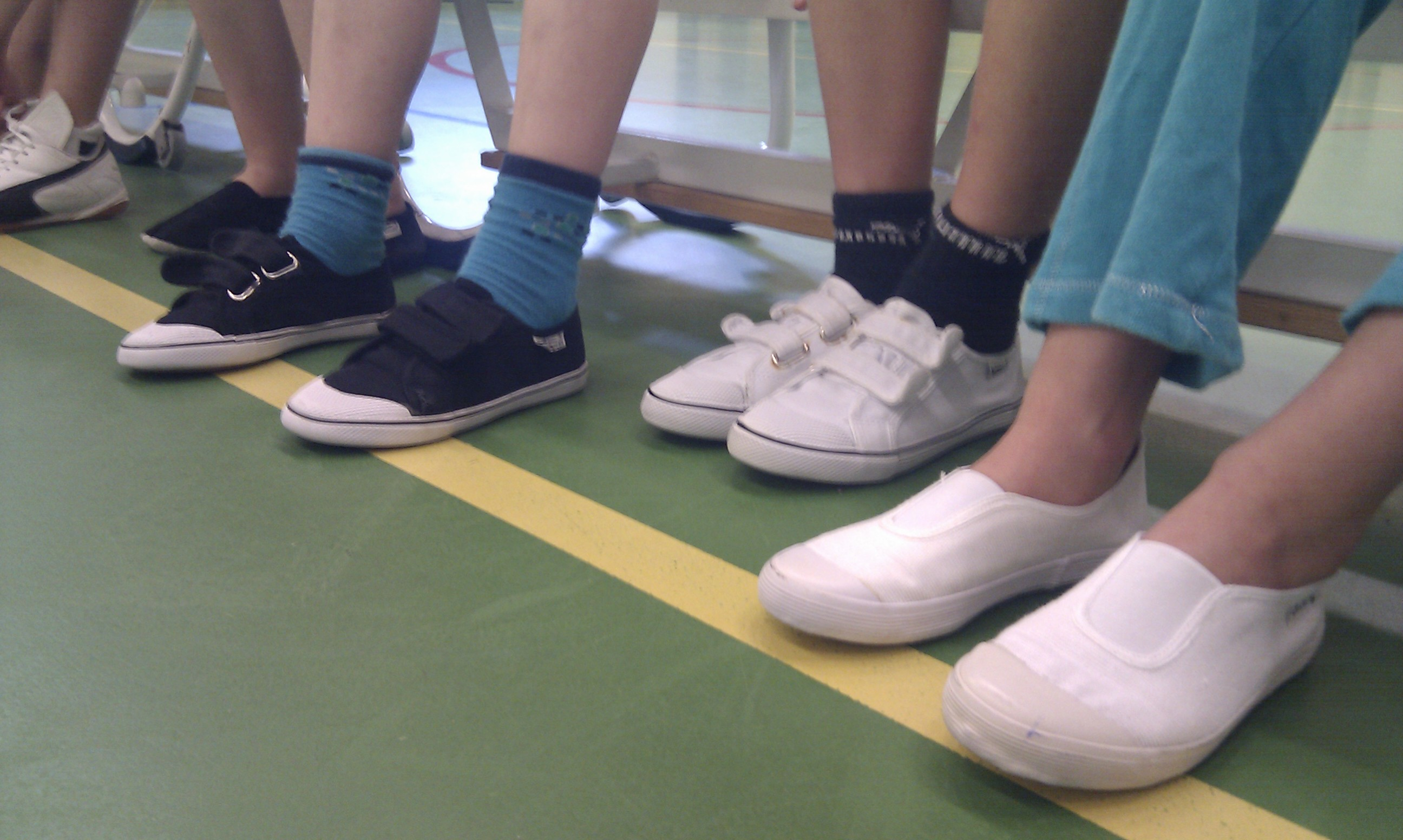
Sportschoenen

Een sportschoen of sneaker is een schoen die speciaal is gemaakt om te dragen tijdens sportactiviteiten. De schoen wordt echter ook wel als vrijetijdsschoen gedragen. Een sportschoen is doorgaans licht van gewicht, met een kunststof zool en heeft soms flitsende kleuren. Sportschoenen worden ook wel sneakers of gympen genoemd.
Voor specifieke sporten zijn er speciale schoenen zoals de tennisschoen, de golfschoen, de wielrennersschoen etc. Bij deze sporten worden doorgaans geen generieke sportschoenen gedragen. Voorbeelden hiervan zijn voetbalschoenen die onder andere noppen op de zool hebben, en schoenen met spikepunten die bij bepaalde onderdelen van atletiek worden gebruikt. Verder wordt er ook onderscheid gemaakt in schoeisel voor binnensporten en buitensporten.
Gaandeweg hebben deze schoenen gericht op sportprestaties zich ontwikkeld tot onderdeel van onze samenleving en is er zelfs een hele subcultuur. Zo hebben we de Nike sb dunk die oorspronkelijk in 2002 ontstond maar zich heeft ontwikkeld tot een cultuurobject met soms een gigantische verzamelwaarde afhankelijk van de zeldzaamheid.(zh)  Ook hebben we de Nike sb dunk low freddy krueger gebaseerd op horrorkarakter Freddy Krueger, de schoen werd echter vernietigd na een bevel om de schoen niet uit te brengen vanuit New Cinema die de rechten heeft voor de film A Nightmare on Elm Street. Hierdoor zijn er maar erg weinig paren en gaan nieuwe paren voor tot wel 50.000 euro op de wederverkoopmarkt.(zh) 
Een van de bekendste zo niet de bekendste schoen op dit moment is de Air jordan 1, de schoen van NBA-ster Michael Jordan. Het beroemde verhaal gaat dat Michael Jordan erg graag voor Adidas wilde spelen maar dat adidas op het laatste moment van gedachten veranderde en Nike met een onweerstaanbaar aanbod kwam waarbij hij zijn eigen schoen mocht ontwerpen, een aanzienlijke som geld kreeg en een percentage van de winst. Na een verbod van de NBA op zijn schoen omdat die niet genoeg wit bevatte schoten de cijfers uit de pan en maakte Nike in het eerste jaar 126 millioen dollar. Hierna zijn er opeenvolgende modellen uitgebracht zoals de jordan 2, jordan 3, jordan 4 tot en met jordan 39. De Jordan 1, Jordan 4, jordan 11, jordan 3 en jordan 5 zijn de modellen die het het best doen.